# Орден хризантеми
Найвищий Орден Хризантеми (яп. 大勲位菊花章) — найвища японська нагорода.
Заснований Імператором Мейдзі в 1876 році. 4 січня 1888 року до ордена була додана стрічка. Таким чином, хоча формально нагорода має тільки один ступінь, є два види ордена: Орден Хризантеми з намистом та Орден Хризантеми з великою стрічкою.
На відміну від європейських орденів, для японських можливе посмертне нагородження.
Орденом Хризантеми з намистом нагороджують тільки посмертно, за винятком правлячого імператора, який отримує цю нагороду автоматично, та лідерів іноземних держав, які можуть отримати цю нагороду як знак дружби.
Орден Хризантеми з великою стрічкою — це найвища нагорода Японії. За всю історію ордена, за винятком імператорської сім'ї, тільки три особи були нагородженні цією нагородою за життя та одинадцять посмертно.